# هيونداي تراجيت
هيونداي تراجيت (بالإنجليزية: Hyundai Trajet)‏هي سيارة ميني فان تم انتاجها من قبل شركة هيونداي موتور .